# Ajsori
Ajsori (Sirjaci, Asirci; sirski  ܐܫܘܪܝܐ, Sūrayĕ / Sūryōyĕ / Atūrayĕ) semitski su narod porijeklom iz Mezopotamije, navodno akadskog podrijetla, naseljen u Iraku, Siriji, Libanonu, Armeniji, Gruziji, Iranu, pa i po prekomorskim i europskim zemljama gdje su mnogi iselili. Većini je Ajsora danas novoaramejski asirski materinski ili drugi jezik. Međutim, Ajsori koji govore arapskim jasno se razlikuju od većine stanovništva u svojim regijama činjenicom da su kršćani.
Govore neoaramejskim jezicima: asirskim novoaramejskim, kaldejskim novoaramejskim i turoyom. Po vjeri su većinom kršćani, prije svega sirski, a u manjini i protestanti. 
Neki od njih izjašnjavaju se Aramejcima ili Kaldejciima. Govornici su suvremenoga aramejskog jezika i jezikā zemalja koje nastanjuju.
Asirci su sirski kršćani koji tvrde za se da potječu iz Asirije, jedne od najstarijih civilizacija na svijetu koja datira od 2500. pr. Kr. u drevnoj Mezopotamiji.

## Ime
Dvojba oko imena ne odnosi se samo na egzonime Asirac ili Aramejac, nego se to prenosi i na neoaramejski. Za samooznačavanje aramejska frakcija iz Turske i Sirije služi se riječju Sūryāyē (ܣܘܪܝܝܐ) i Ārāmayē (ܐܪܡܝܐ), dok asirska frakcija iz Iraka, Irana, sjeveroistočne Sirije i jugoistočne Turske ustraje na Āṯūrāyē (ܐܬܘܪܝܐ), ali također prihvaća ime Sūryāyē (ܣܘܪܝܝܐ).

## Domovina
Plemenska područja koja tvore asirsku domovinu su dijelovi današnjeg sjevernog Iraka, jugoistočne Turske, sjeverozapadnog Irana i mlađeg postanka, sjeveroistočne Sirije. Većina je iselila u druge krajeve svijeta: Sjevernu Ameriku, Levant, Australiju, Europu, Rusiju i Kavkaz tijekom 20. stoljeća. Na emigraciju su utjecali razni genocidi i katastrofe, a neke od njih su: Diyarbakirski masakri u kojima je pobijeno 25 000 Armenaca i Asiraca, genocid nad Asircima (istovremen s genocidima nad Armencima i Grcima) tijekom Prvoga svjetskog rata koji su počinili Osmansko Carstvo i saveznička kurdska plemena, šemelski masakr koji je provela Kraljevina Irak 1933., iranska revolucija 1979., arapske nacionalističke baatističke mjere u Iraku i Siriji, uspon ISIL-a i njegovo osvajanje većeg dijela Ninivske ravnice.
Zbog terora ISIL-a i drugih radikalnih islamista kršćani iz Mosula i Ninive morali su emigrirati u Kurdistan.

## Ajsorski genocid
Nad Ajsorima je 1915. – 1916. godine proveden tzv. Asirski genocid (zvan Sayfo i Seyfo, sirski  ܩܛܠܥܡܐ ܣܘܪܝܝܐ‎  ili  ܣܝܦܐ ), kojega su provodili mladoturci paralelno s Armenskim genocidom i Grčkim; dapače, Ajsori i Armenci živjeli su na istom zemljopisnom prostoru. Tako je u turskoj pokrajini Diyarbakiru smanjen broj Asiraca sa 100 tisuća prije I. svjetskog rata na 28 000 1918. godine (istovremeno je broj Armenaca u toj pokrajini smanjen sa 72 tisuće na 3 tisuće). Među kasnijim progonima u 20. stoljeću, poznat je simelski masakr (sirski ܦܪܡܬܐ ܕܣܡܠܐ; Premta d-Simele) u kolovozu 1933., u gradiću u sjevernom Iraku gdje je poubijano preko 3000 Ajsora, a onda su sličnu sudbinu doživjela i 63 ajsorska sela u provincijama Dohuku i Mosulu, u kojima danas poglavito žive Kurdi. Neki masakri nad Ajsorima datiraju i ranije, tako 1900. godine od strane Osmanlijskih Turaka i Kurda.

## Vjera
Ajsori su kršćani, a uz Uskrs i Božić slavi se ajsorska Nova godina koju nazivaju Akita. Oko tri četvrtine Ajsora pripadaju Kaldejskoj katoličkoj Crkvi i Sirijskoj katoličkoj Crkvi koje su obje u punom crkvenom zajedništvu sa Svetom Stolicom; preostali uglavnom pripadaju Sirijskoj Pravoslavnoj Crkvi. Crkve koje tvore Istočni sirski obred su Asirska crkva Istoka, Stara crkva Istoka i Kaldejska katolička crkva. Crkve zapadnosirskog obreda jesu Sirska pravoslavna crkva i Sirska katolička crkva. Obje liturgije služe se klasičnim sirskim kao liturgijskim jezikom. Asircima su kršćanstvo donijeli u 1. stoljeću po Kristu apostoli Toma i Tadej.

## Distribucija
Prema SIL-u populacija Ajsora iznosi 4 250 000 (1994.). U sjevernom Iraku se bilježi tek 30 000 govornika aramejskog jezika, no etnička populacija je daleko veća, oko 700 000; na području Armenije ima 15 000 Ajsora, od kojih 3000 govori ajsorskim; u Siriji 700 000 (30 000 govornika; 1995.); u Iranu 80 000 (1994.; od toga 10 do 20 tisuća govornika); Gruzija 14 000 (3000 govornika, 1994.). Značajni dio živi i u mnogim drugim državama: Australija, Austrija, Azerbajdžan, Belgija, Brazil, Kanada, Cipar, Francuska, Njemačka, Grčka, Italija, Libanon, Nizozemska, Novi Zeland, Rusija (Europa), Švedska, Švicarska, Turska (Azija), UK, SAD.
Ukupna brojka procjenjuje se od 2 000 000 do 4 000 000 pripadnika. Brojčana razdioba po državama ovakva je:
- U tradicijskim područjima gdje žive ih je od 645 000 do 1 100 000. 
Irak 300 000 – 600 000[24][25][26][17][20][16][21]
Sirija 300 000 – 400 000[27][26][28][17][20][16]
Turska 25 000 – 50 000[29][30][25][16][17]
- Iran 20 000–50 000[29][31]

U iseljeništvu:
- SAD 320 000–400 000[16][17][32]
- Švedska 150 000+[33]
- Njemačka 70 000–100 000[34][35]
- Libanon 52 000–200 000[16][36][32][26]
- Australija 46 217[37]
- Jordan 44 000–60 000[38][26]
- Kanada 32 000[16][39]
- Nizozemska 20 000[40]
- Francuska 16 000[41]
- Belgija 15 000[40]
- Rusija 15 000[42]
- Danska 10 000[40]
- Brazil 10 000[40]
- Švicarska 10 000[40]
- Grčka 6000[43]
- Gruzija 3299[44]
- Ukrajina 3143[45]
- Italija 3000[40]
- Armenija 2769[46]
- Meksiko 2000[32]
- Novi Zeland 1497[47]
- Izrael 1000[48]
- Kazahstan 350[49]
- Finska 300[50]

## Ajsori danas
Zbog aktualnih ratnih zbivanja u Iraku i Siriji od 2003. godine broj Ajsora u tom području svijeta oštro opada te se smatra da ih se u zadnjih desetak godina preko 70 % raselilo u prekomorske zemlje. Ovaj je proces praćen nezainteresiranošću međunarodne zajednice i medija.

## Vanjske poveznice
- Assyrian Neo-Aramaic: A language of Iraq
- Assyrian, Suret of Syria